# Australian Open 1998
Die Australian Open 1998 fanden vom 19. Januar bis 1. Februar 1998 in Melbourne statt. Es handelte sich um die 86. Auflage des Grand-Slam-Turniers in Australien.
Titelverteidiger im Einzel waren Pete Sampras bei den Herren sowie Martina Hingis bei den Damen. Im Herrendoppel waren dies Todd Woodbridge und Mark Woodforde, im Damendoppel Martina Hingis und Natallja Swerawa und im Mixed Manon Bollegraf und Rick Leach.

## Herreneinzel

### Setzliste
| Nr. | Spieler        | Erreichte Runde |
| --- | -------------- | --------------- |
| 01. | Pete Sampras   | Viertelfinale   |
| 02. | Patrick Rafter | 3. Runde        |
| 03. | Michael Chang  | 2. Runde        |
| 04. | Jonas Björkman | Viertelfinale   |
| 05. | Greg Rusedski  | 3. Runde        |
| 06. | Petr Korda     | Sieg            |
| 07. | Carlos Moyá    | 2. Runde        |
| 08. | Thomas Muster  | 1. Runde        |

| Nr. | Spieler            | Erreichte Runde |
| --- | ------------------ | --------------- |
| 09. | Marcelo Ríos       | Finale          |
| 10. | Sergi Bruguera     | 1. Runde        |
| 11. | Àlex Corretja      | 3. Runde        |
| 12. | Gustavo Kuerten    | 2. Runde        |
| 13. | Goran Ivanišević   | 1. Runde        |
| 14. | Félix Mantilla     | 1. Runde        |
| 15. | Mark Philippoussis | 2. Runde        |
| 16. | Albert Costa       | 2. Runde        |

## Dameneinzel

### Setzliste
| Nr. | Spielerin               | Erreichte Runde |
| --- | ----------------------- | --------------- |
| 01. | Martina Hingis          | Sieg            |
| 02. | Lindsay Davenport       | Halbfinale      |
| 03. | Amanda Coetzer          | Achtelfinale    |
| 04. | Iva Majoli              | 3. Runde        |
| 05. | Mary Pierce             | Viertelfinale   |
| 06. | Irina Spîrlea           | 1. Runde        |
| 07. | Arantxa Sánchez Vicario | Viertelfinale   |
| 08. | Conchita Martínez       | Finale          |

| Nr. | Spielerin               | Erreichte Runde |
| --- | ----------------------- | --------------- |
| 09. | Sandrine Testud         | Viertelfinale   |
| 10. | Anke Huber              | Halbfinale      |
| 11. | Brenda Schultz-McCarthy | 2. Runde        |
| 12. | Sabine Appelmans        | 1. Runde        |
| 13. | Lisa Raymond            | 3. Runde        |
| 14. | Dominique Van Roost     | 3. Runde        |
| 15. | Ruxandra Dragomir       | Achtelfinale    |
| 16. | Ai Sugiyama             | Achtelfinale    |

## Herrendoppel

### Setzliste
| Nr. | Paarung                        | Erreichte Runde |
| --- | ------------------------------ | --------------- |
| 01. | Mark Woodforde Todd Woodbridge | Finale          |
| 02. | Mahesh Bhupathi Leander Paes   | Halbfinale      |
| 03. | Alex O’Brien Jonathan Stark    | Achtelfinale    |
| 04. | Ellis Ferreira Rick Leach      | Viertelfinale   |
| 05. | Jonas Björkman Jacco Eltingh   | Sieg            |
| 06. | Mark Knowles Daniel Nestor     | 1. Runde        |
| 07. | Sébastien Lareau Piet Norval   | 1. Runde        |
| 08. | Luis Lobo Javier Sánchez       | Viertelfinale   |

| Nr. | Paarung                           | Erreichte Runde |
| --- | --------------------------------- | --------------- |
| 09. | Mark Philippoussis Patrick Rafter | 1. Runde        |
| 10. | Donald Johnson Francisco Montana  | Achtelfinale    |
| 11. | Cyril Suk Sandon Stolle           | Achtelfinale    |
| 12. | Patrick Galbraith Brett Steven    | Viertelfinale   |
| 13. | Olivier Delaître Fabrice Santoro  | Achtelfinale    |
| 14. | Lucas Arnold Ker Daniel Orsanic   | 1. Runde        |
| 15. | David Adams Aleksandar Kitinov    | 2. Runde        |
| 16. | Byron Black Nicklas Kulti         | 1. Runde        |

## Damendoppel

### Setzliste
| Nr. | Paarung                                 | Erreichte Runde |
| --- | --------------------------------------- | --------------- |
| 01. | Lindsay Davenport Natallja Swerawa      | Finale          |
| 02. | Manon Bollegraf Arantxa Sánchez-Vicario | Viertelfinale   |
| 03. | Yayuk Basuki Caroline Vis               | Achtelfinale    |
| 04. | Conchita Martínez Patricia Tarabini     | Halbfinale      |
| 05. | Chanda Rubin Helena Suková              | 1. Runde        |
| 06. | Jelena Lichowzewa Ai Sugiyama           | Viertelfinale   |
| 07. | Naoko Kijimuta Nana Miyagi              | Viertelfinale   |
| 08. | Lisa Raymond Rennae Stubbs              | Halbfinale      |

| Nr. | Paarung                          | Erreichte Runde |
| --- | -------------------------------- | --------------- |
| 09. | Anna Kurnikowa Larisa Neiland    | 2. Runde        |
| 10. | Ruxandra Dragomir Iva Majoli     | Achtelfinale    |
| 11. | Amanda Coetzer Anke Huber        | Achtelfinale    |
| 12. | Sabine Appelmans Miriam Oremans  | Achtelfinale    |
| 13. | Inés Gorrochategui Irina Spîrlea | 1. Runde        |
| 14. | Rika Hiraki Mercedes Paz         | 2. Runde        |
| 15. | Kerry-Anne Guse Rachel McQuillan | Viertelfinale   |
| 16. | Eva Melicharová Helena Vildová   | 1. Runde        |

## Mixed

### Setzliste
| Nr. | Paarung                        | Erreichte Runde |
| --- | ------------------------------ | --------------- |
| 01. |                                |                 |
| 02. | Rick Leach Manon Bollegraf     | 1. Runde        |
| 03. | Patrick Galbraith Lisa Raymond | Viertelfinale   |
| 04. | Mahesh Bhupathi Caroline Vis   | Halbfinale      |

| Nr. | Paarung                          | Erreichte Runde |
| --- | -------------------------------- | --------------- |
| 05. | Cyril Suk Helena Suková          | Finale          |
| 06. | Ellis Ferreira Katrina Adams     | 1. Runde        |
| 07. | David Adams Larisa Neiland       | Achtelfinale    |
| 08. | Daniel Orsanic Patricia Tarabini | 1. Runde        |

## Junioreneinzel

### Setzliste
| Nr. | Spieler              | Erreichte Runde |
| --- | -------------------- | --------------- |
| 01. | Luis Horna           | Achtelfinale    |
| 02. | Julien Jeanpierre    | Sieg            |
| 03. | Robin Vik            | Halbfinale      |
| 04. | Olivier Rochus       | Viertelfinale   |
| 05. | Cheng Wei-jen        | 2. Runde        |
| 06. | Aisam-ul-Haq Qureshi | 1. Runde        |
| 07. | David Sherwood       | 1. Runde        |
| 08. | Bob Borella          | 2. Runde        |

| Nr. | Spieler          | Erreichte Runde |
| --- | ---------------- | --------------- |
| 09. | Simon Dickson    | 1. Runde        |
| 10. | Michaël Llodra   | Viertelfinale   |
| 11. | Davor Grgic      | 1. Runde        |
| 12. | Roger Federer    | Halbfinale      |
| 13. | Andy Ram         | Achtelfinale    |
| 14. | Danai Udomchoke  | 2. Runde        |
| 15. | Jacob Adaktusson | Achtelfinale    |
| 16. | Lovro Zovko      | Achtelfinale    |

## Juniorinneneinzel

### Setzliste
| Nr. | Spielerin          | Erreichte Runde |
| --- | ------------------ | --------------- |
| 01. | Kristina Triska    | Viertelfinale   |
| 02. | Evie Dominikovic   | Viertelfinale   |
| 03. | Katarina Srebotnik | Viertelfinale   |
| 04. | Zsófia Gubacsi     | 2. Runde        |
| 05. | Jelena Kostanić    | Sieg            |
| 06. | Kildine Chevalier  | Viertelfinale   |
| 07. | Jacqueline Trail   | 1. Runde        |
| 08. | Dora Krstulovic    | 2. Runde        |

| Nr. | Spielerin            | Erreichte Runde |
| --- | -------------------- | --------------- |
| 09. | Ivana Visic          | 2. Runde        |
| 10. | Stanislava Hrozenská | 2. Runde        |
| 11. | Rewa Hudson          | Achtelfinale    |
| 12. | Eleni Daniilidou     | 1. Runde        |
| 13. | Lauren Kalvaria      | 2. Runde        |
| 14. | Leanne Baker         | Achtelfinale    |
| 15. | Hannah Collin        | Achtelfinale    |
| 16. | Jelena Dokić         | Halbfinale      |

## Juniorendoppel

### Setzliste
| Nr. | Paarung                          | Erreichte Runde |
| --- | -------------------------------- | --------------- |
| 01. | Simon Dickson David Sherwood     | 1. Runde        |
| 02. | Nathan Healey Luis Horna         | Achtelfinale    |
| 03. | Jérôme Haehnel Julien Jeanpierre | Sieg            |
| 04. | Mirko Pehar Lovro Zovko          | Finale          |

| Nr. | Paarung                                | Erreichte Runde |
| --- | -------------------------------------- | --------------- |
| 05. | Michaël Llodra Andy Ram                | Halbfinale      |
| 06. | Bob Borella Kristian Pless             | Viertelfinale   |
| 07. | Nicholas Mcdonald Aisam-ul-Haq Qureshi | Viertelfinale   |
| 08. | Andrew Park Travis Parrott             | Viertelfinale   |

## Juniorinnendoppel

### Setzliste
| Nr. | Paarung                            | Erreichte Runde |
| --- | ---------------------------------- | --------------- |
| 01. | Leanne Baker Rewa Hudson           | Finale          |
| 02. | Jelena Kostanić Katarina Srebotnik | 1. Runde        |
| 03. | Kildine Chevalier Zsófia Gubacsi   | Halbfinale      |
| 04. | Marissa Irvin Alexandra Stevenson  | 1. Runde        |

| Nr. | Paarung                          | Erreichte Runde |
| --- | -------------------------------- | --------------- |
| 05. | Wynne Prakusya Eny Sulistyowati  | Viertelfinale   |
| 06. | Rochelle Rosenfield Ivana Visic  | Halbfinale      |
| 07. | Eleni Daniilidou Dora Krstulovic | Viertelfinale   |
| 08. | Lauren Kalvaria Gabriela Lastra  | Achtelfinale    |